# Arabische Islamische Republik
Die Arabische Islamische Republik (arabisch الجمهورية العربية الإسلامية al-Dschumhuriyya al-ʿarabiyya al-islamiyya, DMG al-Ǧumhūrīya al-ʿarabīya al-islāmīya), auch Libysch-tunesische Union, war eine geplante Vereinigung der beiden Staaten Libyen und Tunesien, welche von dem libyschen Staatschef Muammar al-Gaddafi und dem tunesischen Präsidenten Habib Bourguiba vorgeschlagen wurde.

## Regionaler Überblick

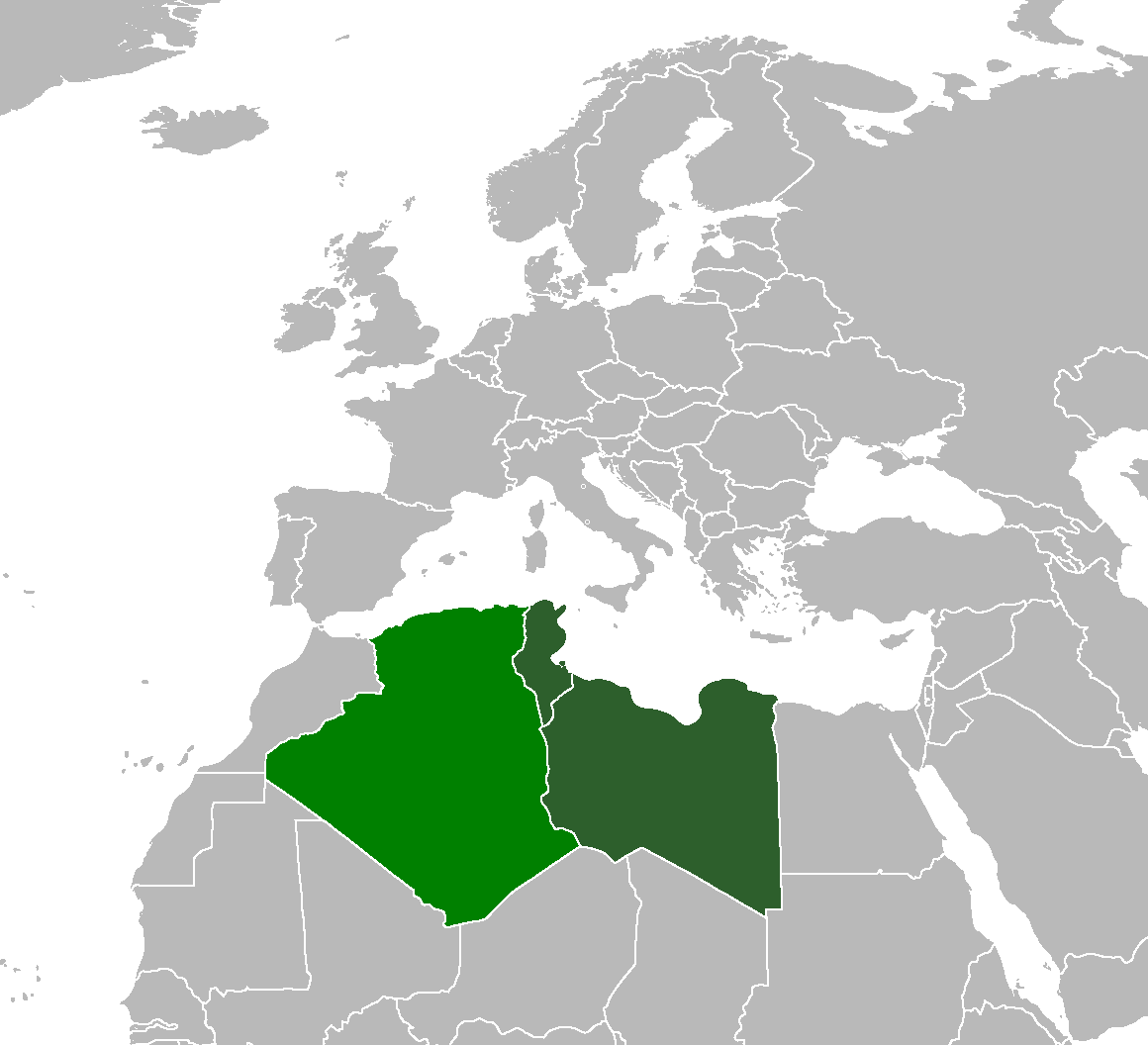
Gaddafis Arabisch-Islamische Republik (dunkler) und Bourguibas Vereinigte Staaten von Nordafrika

Die geplante Vereinigung Libyens mit Tunesien stand im Zusammenhang mit dem arabischen Einheitsstreben und war ein Vorgänger der Union des Arabischen Maghreb. Aufgrund vieler Gemeinsamkeiten der Maghreb-Staaten gab es immer wieder Bewegungen, welche eine Einigung bzw. eine Zusammenarbeit Algeriens, Libyens, Marokkos, Mauretaniens und Tunesiens anstrebten. In den Verfassungen Algeriens, Marokkos und Tunesiens wird das Ideal einer Maghreb-Union erwähnt. Jedoch scheiterte diese anfangs an den konkurrierenden Interessen der beiden regionalen Großmächte Algerien und Marokko. Ein tunesisches Sprichwort besagt: „Gäbe es nur Algerien oder Marokko, wäre eine Maghreb-Union nicht möglich. Die einzige Großmacht würde uns schlucken. Um die Maghreb-Union zu erreichen, sind beide rivalisierenden Großmächte nötig.“ Eine regionale Organisation würde demnach die rivalisierenden Kräfte binden und eine Zusammenarbeit der Staaten erfordern.

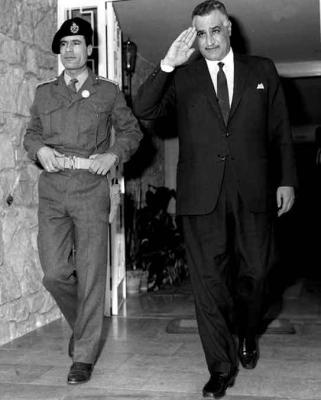
Muammar al-Gaddafi mit seinem Idol Gamal Abdel Nasser (1969)

Daneben spielen noch der Panarabismus und die anderen arabischen Staaten mit ihrem gemeinsamen Erbe eine wichtige Rolle in der Region. Muammar al-Gaddafi, ein Befürworter des arabischen Einheitsstrebens, strebte eine Union Libyens mit Ägypten, dem Sudan, Syrien, dem Tschad und Tunesien an. Daher hatte Libyen mit Ägypten und Syrien bereits die Föderation Arabischer Republiken gegründet. So schlug er am 17. Dezember 1972 in Tunis den Beitritt Tunesiens zur Föderation bzw. eine Union Libyens mit Tunesien vor. Während der Rede Gaddafis, welche live im Radio übertragen wurde, eilte der tunesische Präsident Bourguiba zur Ansprache Gaddafis und hielt anschließend eine Rede, in welcher er die Idee Gaddafis kritisierte. Er sagte, dass die Araber einst (erfolglos) vereint waren und wies die Idee Gaddafis zurück. Im Juni 1973 vereinbarten Libyen und Tunesien aber ein Wirtschafts- und Arbeitsabkommen.
Auf der vierten Konferenz der Bewegung der Blockfreien Staaten vom 5. bis 9. September 1973 in Algier rief der tunesische Präsident Bourguiba zur Vereinigung Algeriens, Libyens und Tunesiens für einen „unbestimmten Zeitraum“ auf („Vereinigte Staaten von Nordafrika“).

## Die Erklärung von Djerba

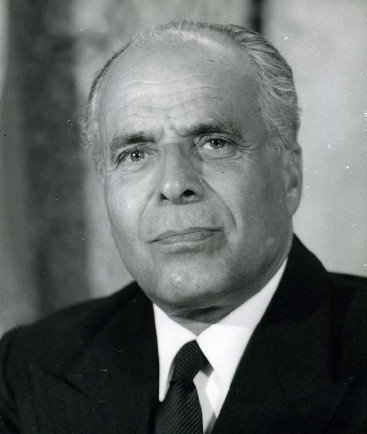
Tunesiens damaliger Präsident Habib Bourguiba um 1960

Am 11. Januar 1974 unterzeichneten Bourguiba und Gaddafi die Erklärung von Djerba, in welcher die Vereinigung Libyens und Tunesiens zur Arabischen Islamischen Republik beschlossen wurde. In beiden Staaten wurden Referenden geplant. Dieses schnelle Vorgehen Gaddafis unterschied sich von seinem Vorgehen gegenüber Ägypten, mit welchem zuvor ein Zusammenschluss scheiterte. Möglicherweise war auch Bourguiba an einem Zusammenschluss mit Libyen interessiert, um dieses vom Einfluss Ägyptens zu befreien.
Diese schnelle Einigung überraschte Beobachter und Experten, welche der Meinung waren, Bourguiba unterstütze keinen Zusammenschluss, da die Rede Gaddafis in Tunis zu Spannungen zwischen Libyen und Tunesien geführt hätte. Bourguibas Umdenken könnte auch daran gelegen haben, dass 30.000 Tunesier in Libyen arbeiteten und damit die Wirtschaft Tunesiens unterstützten. Zudem litt Tunesien unter Arbeitslosigkeit, einer hohen Verschuldung sowie Rohstoffknappheit und ein Zusammenschluss mit dem reicheren Libyen war daher eine willkommene Lösung. Welche Gründe Bourguiba letztendlich dazu bewogen, der Union mit Libyen zuzustimmen, ist jedoch nicht eindeutig geklärt. Dagegen ist bekannt, dass viele Algerier und Tunesier die Erklärung von Djerba kritisch sahen.

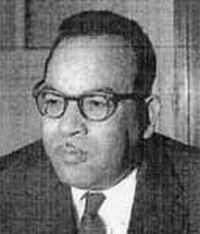
Muhammad Masmudi (1957)

In der Djerba-Erklärung waren eine Regierung, eine Armee und ein Präsident für die Arabische Islamische Republik vorgesehen. Bourguiba sollte der Präsident und Gaddafi der Verteidigungsminister werden. Dagegen wurden für andere Kriterien wie Handel, Zölle, Investitionen, Regelungen für Einwanderer, soziale Sicherheit und der Schaffung einer einheitlichen Reederei keine Lösungen beziehungsweise Kompromisse gefunden. Eine Einigung in diesen Punkten wurde jedoch als nicht so wichtig wie die Union der beiden Staaten betrachtet. Bourguiba erhielt für die Gründung der Union von einigen tunesischen Regierungsmitgliedern Unterstützung, beispielsweise vom bekannten Außenminister Muhammad Masmudi.
Wie lange die Republik bestand, ist umstritten. Die Zeitangaben reichen von einem Tag bis zu einem Monat. Dagegen ist bekannt, dass Tunesien von dem Zusammenschluss mit Libyen profitierte, jedoch seine Souveränität nicht aufgab. So kritisierte die Sozialistische Partei Tunesiens die Union, da sie keine klaren Regelungen zwischen beiden Staaten schuf und keine genauen Befugnisse der Ministerien regelte. Infolgedessen änderte Bourguiba seine Meinung zur Union. Das Referendum in Tunesien wurde am 12. Januar 1974 verschoben, Tunesien trat von der Djerba-Erklärung zurück und der Außenminister Masmoudi wurde entlassen. Davor hoffte Gaddafi noch, dass die Union die Arabische Einheit fördere. Nach der erfolgreichen Gründung der Europäischen Gemeinschaft und dem schnellen Rückzieher Bourguibas wurde dessen Regierung und seine Regierungsfähigkeit infrage gestellt.

## Scheitern der Erklärung von Djerba
Es ist unklar, aus welchem Grund die Erklärung von Djerba scheiterte, bevor es zu den Referenden kam. Möglicherweise sind zu große Differenzen in den Interessen beider Staaten für ein Scheitern verantwortlich. Tunesien, nach dem Vorbild des früheren Mutterlandes Frankreich, wurde liberal regiert und war säkular geprägt. Bildung hatte oberste Priorität, genauso wie die Rechte der Frauen, eine soziale Politik und eine fortschrittliche Infrastruktur. Aus diesen Gründen orientierte sich die Regierung am Gründer der Türkei, Mustafa Kemal Atatürk. Gaddafi war dagegen an einem islamisch-sozialistischen Staat interessiert. Er lehnte eine Säkularisation und eine Verwestlichung ab und war politisch antiwestlich eingestellt.
Als Konsequenz dessen ergab sich eine unüberbrückbare Differenz, welche eine Einigung beider Staaten erschwerte. Bourguiba war der Ansicht, dass beide Staaten an sich nicht zusammenpassen würden, jedoch eine Zusammenarbeit möglich wäre. Dagegen war Gaddafi mehr an einer vollen Integrierung beider Staaten in der Republik interessiert. Er sah Libyen mehr als revolutionäre Bewegung denn als Staat. Nach Gaddafis Meinung waren Libyer und Tunesier ein Volk und die Grenzen wären lediglich von „Eroberern und Imperialisten“ gezogen worden.
Letztendlich erschwerten regionale politische Unterschiede eine Vereinigung. So verschlechterten sich die ägyptisch-libyschen Beziehungen nach 1973. Aufgrund des sich verringernden Einflusses Ägyptens in der Region lehnte Algerien eine Vereinigung von Libyen und Tunesien zunehmend ab. Schon in den ersten 24 Stunden nach der Gründung der Arabischen Islamischen Republik drohte Algerien Tunesien mit militärischen Maßnahmen, sollte Tunesien die Vereinigung mit Libyen vollziehen. Außerdem wurde dem tunesischen Außenminister Muhammad Masmudi Bestechung durch Libyen vorgeworfen.